# Scarabaeus subaeneus
Scarabaeus subaeneus là một loài bọ cánh cứng trong họ Bọ hung (Scarabaeidae).